# لو فوق الحائط
لو فوق الحائط (باليابانية: 夜明け告げるルーのうた) فيلم إنمي ياباني من إخراج ماساكي يواسا. وقد فاز الفيلم بجائزة «كريستال» وهي الجائزة الكبرى في قسم الأفلام الطويلة في مهرجان أنيسي الدولي في فرنسا. صدر الفيلم في 19 أيار 2017 في اليابان.

## وصلات خارجية
- لو فوق الحائط على موقع IMDb (الإنجليزية)
- لو فوق الحائط على موقع ميتاكريتيك (الإنجليزية)
- لو فوق الحائط على موقع روتن توميتوز (الإنجليزية)
- لو فوق الحائط على موقع ألو سيني (الفرنسية)
- لو فوق الحائط على موقع بوكس أوفيس موجو (الإنجليزية)
- لو فوق الحائط على موقع فيلمافينيتي (الإسبانية)
- لو فوق الحائط على موقع قاعدة بيانات الفيلم (الإنجليزية)
- لو فوق الحائط على موقع ليتربوكسد (الإنجليزية)
- لو فوق الحائط على موقع كينوبويسك (الروسية)
- لو فوق الحائط على موقع ANN anime (الإنجليزية)